# グリーンマーク
グリーンマークは、古紙を原料に再生利用した製品のための目印である。環境ラベリング制度の一つ。古紙の利用を拡大し、紙のリサイクルの促進を図ることを目的としている。

## 概要
1981年に財団法人古紙再生促進センターが制定した。
元々、「古紙＝粗悪なもの」というイメージがあったため、古紙利用製品に対する消費者のイメージ向上を目的としてスタートされた。しかし初期の頃はなかなか普及せず、トイレットペーパーやちり紙などにしか利用がなかった。
1980年代の終わりから、社会の環境保全活動が活発となったことから、古紙利用が見直され、グリーンマークの表示製品も増えてくることとなった。

## 設定基準
- 古紙を原則40%以上利用した製品に表示が許される（ただし、トイレットペーパーとちり紙は100%利用、新聞用紙とコピー用紙は50%以上利用）。
- グリーンマーク運動を実施していた時期は、ノートをはじめとした対象の文房具などに「グリーンマーク運動参加商品」とマークと共に記載されていた。

## グリーンマーク運動
かつて学校や地域を中心に、グリーンマークを収集する活動が行われていた。これは、グリーンマークが表示された商品の使用促進を目的として、1981年のグリーンマーク制定と同時に、古紙再生促進センターがグリーンマークの収集に取り組んだ団体に対し、苗木やノートを進呈するというものであった。この配布制度は2001年度をもって終了した。